# 大和龍屬
大和龍（屬名：Yamatosaurus，意為「大和的蜥蜴」）或譯倭龍，是一屬來自日本的鴨嘴龍科恐龍，化石於2004年在兵庫縣淡路島白堊紀晚期的和泉群北阿萬組地層發現，包含下頜、牙齒和頸椎，起初被認為屬於賴氏龍亞科，2021年被命名、描述為基礎鴨嘴龍科，模式種兼唯一種為伊奘諾大和龍（Yamatosaurus izanagii）。鴨嘴龍科的原始和進階物種過去被認為分別活躍於白堊紀晚期的前段和後段，時間和地理分布都未重疊，而大和龍的發表推翻了此觀點，為鴨嘴龍科演化史帶來了新的線索。

## 發現及命名

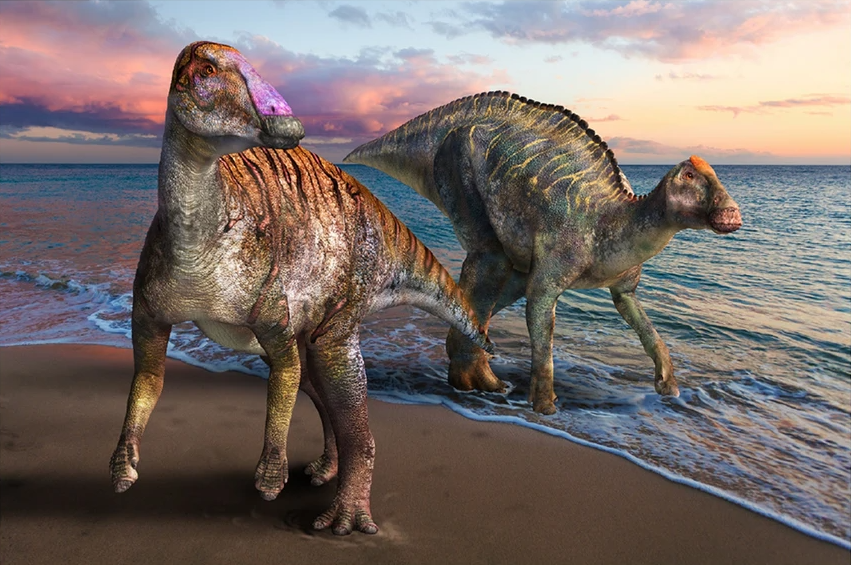
大和龙（前）与同期共存的鸭嘴龙科神威龙（后）的复原图

2004年5月，一名住在兵庫縣姬路市的業餘古生物學家岸本慎吾在淡路島洲本市的和泉群北阿萬組地層發現了真鳥臀類恐龍骨骼。根據發現者所述，這是種他從未看過的新品種化石，對此感到十分興奮。
2004年7月30日在媒體上公開了關於此發現的消息。值得注意的是，齒骨的齒槽保存良好，程度可媲美福井縣、岐阜縣、熊本縣發現的恐龍化石。在當時，日本的鴨嘴龍科化石僅在北海道的小平町、福島縣的廣野町和磐城市有產出，而在淡路島則是首次發現。當時的報導將它描述為日本保存最良好的鴨嘴龍科化石，同時也是日本最完整的恐龍化石之一，還是近畿地方的首次恐龍化石紀錄。2005年的科學文獻記載了此項發現，但當時被誤認為屬於賴氏龍亞科。2014年，岸本將該標本捐贈給科學研究用途。2019年神威龍的敘述論文中提到，淡路島的發現可能不屬於賴氏龍亞科。
2021年，小林快次、高崎龍司、久保克洋、安東尼·費略羅（Anthony Fiorillo）敘述、命名了模式種伊奘諾大和龍（Yamatosaurus izanagii）；屬名取自日本歷史上的大和時代王國，因其領域涵蓋發現地在內的西日本群島；種名以日本神話中的開天闢地神明伊奘諾尊為名，據說祂創造了大和的八座島嶼，其中淡路島正是第一座。因為物種發表於電子期刊，需要生命科學識別碼來支持有效性：屬1C728683-C3EA-4688-9420-096D13EB6227、種15719C4B-D00E-4907-B82A-9661799498A3。
正模標本MNHAH D1-033516出土於北阿萬組，年代可追溯至晚白堊世馬斯垂克階早期，約約7194萬至7169萬年前。部位包括下頜右側的齒骨和上隅骨、左齒骨的十二顆個別的牙齒、至少四節頸椎、三個頸肋、右鳥喙骨、一個後部尾椎。推測是隻成年個體。目前保存於兵庫縣立人與自然博物館。

## 敘述
2004年估計體長為10公尺。但2021年的論文將估計值降至7公尺左右，體重約4至5噸。
敘述者指出數項鑑定特徵，其中兩個為自衍徵：齒骨齒槽僅有一顆功能性牙齒；牙齒咀嚼面平坦、缺乏分叉脊。官方鑑定未提及、但在後續描述中提出的第三個自衍徵為：下頜牙齒齒冠和齒根之間的角度成110至130度。還有由本身不獨特的特徵組成獨特的特徵組合：下頜骨聯合與側面之間夾角很小；上隅骨底部朝下。大和龍與坎潘階之後的進階型鴨嘴龍科的不同之處在於，牠的鳥喙骨的二頭肌結節尚未發育出來，相信這種差異反映了鴨嘴龍科從原始二足形態演變至進階四足形態的過程。

## 分類
2005年札幌醫科大學與兵庫縣立人與自然博物館的研究員發表的論文將大和龍（當時尚未命名）分類為賴氏龍亞科，有可能為以遠東地區為中心發展的賴氏龍亞科演化研究提供線索。但2021年的論文根據上述鑑定特徵，將牠分類在與其他晚白堊世鴨嘴龍科區別開來的基礎位置，比鴨嘴龍進階，但比櫛龍亞科＋賴氏龍亞科演化支要原始，如下方支序圖所示：
|                          | 大和龍屬 Yamatosaurus                                                                |
|                          |                                                                                      |
| 真鴨嘴龍類 Euhadrosauria | \| \| 櫛龍亞科 Saurolophinae \| \| \| \| \| \| 賴氏龍亞科 Lambeosaurinae \| \| \| \| |
|                          | \| \| 櫛龍亞科 Saurolophinae \| \| \| \| \| \| 賴氏龍亞科 Lambeosaurinae \| \| \| \| |
|                          | 櫛龍亞科 Saurolophinae                                                               |
|                          |                                                                                      |
|                          | 賴氏龍亞科 Lambeosaurinae                                                            |
|                          |                                                                                      |

|  | 櫛龍亞科 Saurolophinae    |
|  |                           |
|  | 賴氏龍亞科 Lambeosaurinae |
|  |                           |

|                          | 大和龍屬 Yamatosaurus                                                                |
|                          |                                                                                      |
| 真鴨嘴龍類 Euhadrosauria | \| \| 櫛龍亞科 Saurolophinae \| \| \| \| \| \| 賴氏龍亞科 Lambeosaurinae \| \| \| \| |
|                          | \| \| 櫛龍亞科 Saurolophinae \| \| \| \| \| \| 賴氏龍亞科 Lambeosaurinae \| \| \| \| |
|                          | 櫛龍亞科 Saurolophinae                                                               |
|                          |                                                                                      |
|                          | 賴氏龍亞科 Lambeosaurinae                                                            |
|                          |                                                                                      |

|  | 櫛龍亞科 Saurolophinae    |
|  |                           |
|  | 賴氏龍亞科 Lambeosaurinae |
|  |                           |

大和龍的發現，加上近鴨嘴龍、譚氏龍，代表了白堊紀末期的東亞是基礎鴨嘴龍科物種的最後倖存地，同時也揭示了一段長達三千萬年的演化空白期。而同時代也棲於日本的進階型神威龍使情況更加複雜，牠們可能代表了某種程度上的物種共存，敘述者提供兩種解釋：一種可能是進食特定食物造成的棲位分化，另一種可能是彼此棲息地是分隔開的。